# UFC Fight Night: Condit vs. Alves
UFC Fight Night: Condit vs. Alves foi um evento de Artes Marciais Mistas promovido pelo Ultimate Fighting Championship, ocorreu em 30 de maio de 2015 no Goiânia Arena, na cidade de Goiânia, Brasil.

## Background
Será o segundo evento na cidade de Goiânia, e a luta principal do card é entre os meio-médios Thiago Alves e o norte-americano Carlos Condit.
A luta entre os meio médios TJ Waldburger e Wendell Oliveira era esperada para ocorrer no UFC Fight Night: Pezão vs. Mir. No entanto, a luta foi cancelada no dia que aconteceria após Waldburger passar mal devido ao corte de peso. A luta depois foi remarcada para esse evento. No entanto, Waldburger sofreu uma lesão nas costelas e foi substituído por Darren Till.
Gilbert Burns era esperado para enfrentar Norman Parke, porém uma lesão o retirou da luta. Francisco Trinaldo entrou em seu lugar.
Renato Moicano era esperado para enfrentar Mirsad Bektić no evento, no entanto, uma lesão tirou Moicano da luta. Ele foi substituído por Lucas Martins.
Jessica Penne era esperada para enfrentar Juliana Lima nesse evento. Porém, em 1 de Maio, ela foi movida para fazer a luta principal do UFC Fight Night 69, contra a campeã Joanna Jędrzejczyk pelo Cinturão Peso Palha Feminino do UFC. Éricka Almeida foi colocada em seu lugar.
Yan Cabral era esperado para enfrentar K.J. Noons no evento. No entanto, Cabral teve dengue e foi retirado da luta e ele foi substituído por Alex Oliveira.

## Bônus da Noite
- Luta da Noite:  Nik Lentz vs.  Charles Oliveira
- Performance da Noite:  Charles Oliveira e  Rony Jason